# Parma Associazione Sportiva 1931-1932
Questa pagina raccoglie i dati riguardanti il Parma Associazione Sportiva nelle competizioni ufficiali della stagione 1931-1932.

## Stagione
Il Parma, dopo il periodo di vacche grasse culminato nella stagione precedente con il commissariamento della presidenza da parte delle autorità fasciste, tira la cinghia fino all'ultimo buco disponibile.
Alla gestione commissariale di Cesare Minelli subentra quella del nuovo commissario straordinario, il dottor Emilio Grossi, il quale manda via l'allenatore ungherese Armand Halmos e gli subentra in veste di "direttore tecnico".
Con le casse sociali ridotte all'osso il dottor Grossi fa di necessità virtù e incassa i proventi delle cessioni di Mario Arbizzani (alla Salernitana), Enzo Bertoli (al Fiorenzuola), Bruno Cresci (al Modena), Alfredo Mattioli (alla Cremonese), Aroldo Vaccari (alla Padova) e Arnaldo Vighi (alla Reggiana) rimpiazzandoli con giovani calciatori locali oppure prelevati da riserve e boys.
Per il 22enne Antonio Quaglietti il destino è ancor più beffardo: colto da malore e ricoverato all'Ospedale di Venezia durante la partita del 6 dicembre (11ª di andata Serenissima-Parma 4-1) non farà più ritorno a casa morendo nel nosocomio dopo una settimana.
In questa situazione d'emergenza, dovuta alle continue sostituzioni di calciatori, il Parma non riesce più a portare a casa i due punti (salvo l'ultima partita del campionato, vinta in casa con la Cremonese 5-0) rimanendo costantemente in fondo alla classifica. Il pubblico inizia a rumoreggiare e non gradisce l'arbitraggio di Sansoni (che annulla 3 reti ai parmensi) invadendo il terreno di gioco il 31 gennaio nella gara interna con la Pistoiese sul punteggio di 1-2: partita sospesa nel secondo tempo, 0-2 a tavolino e campo squalificato per ben due mesi dal D.D.S. (le successive 4 partite sul terreno amico sono state giocate tutte in campo neutro).
Alla seconda partita, da giocare sul campo neutro di Forlì, il cassiere non ha la liquidità necessaria per pagare al Palermo lo spettante rimborso spese di trasferta e percentuale d'incasso e l'arbitro non inizia il match mandando tutti negli spogliatoi sancendo l'inevitabile sconfitta per 0-2 a tavolino.
Con solo 9 punti raggranellati in 34 partite i crociati non possono fare altro che retrocedere rassegnati in Prima Divisione.

## Rosa
| N. |                   | Ruolo | Calciatore          |
| -- | ----------------- | ----- | ------------------- |
|    | Italia (bandiera) | A     | Genesio Bonati      |
|    | Italia (bandiera) | C     | Pilade Boni         |
|    | Italia (bandiera) | P     | Mario Cantoni       |
|    | Italia (bandiera) | D     | Angelo Colombini    |
|    | Italia (bandiera) | C     | Saulle Franzini     |
|    | Italia (bandiera) | D     | Augusto Gabbi       |
|    | Italia (bandiera) | D     | Riccardo Ghiretti   |
|    | Italia (bandiera) | C     | Angelo Giuberti (I) |
|    | Italia (bandiera) | C     | Gino Giuberti (II)  |
|    | Italia (bandiera) | A     | Italo Maccanelli    |
|    | Italia (bandiera) | C     | Ugo Maestri         |
|    | Italia (bandiera) | D     | Augusto Maselli     |
|    | Italia (bandiera) | C     | Giovanni Mazzoni    |
|    | Italia (bandiera) | A     | Missiroli           |

| N. |                   | Ruolo | Calciatore                 |
| -- | ----------------- | ----- | -------------------------- |
|    | Italia (bandiera) | P     | Giovanni Mutti             |
|    | Italia (bandiera) | D     | Walter Negroni             |
|    | Italia (bandiera) | A     | Aldo Nichele               |
|    | Italia (bandiera) | A     | Dino Paini                 |
|    | Italia (bandiera) | C     | Ivo Pellegrini             |
|    | Italia (bandiera) | A     | Carlo Pianzola             |
|    | Italia (bandiera) | A     | Angelo Pilati I            |
|    | Italia (bandiera) | C     | Riccardo Poli (calciatore) |
|    | Italia (bandiera) | D     | Augusto Ponticelli         |
|    | Italia (bandiera) | A     | Guido Ponzi                |
|    | Italia (bandiera) | C     | Antonio Quaglietti         |
|    | Italia (bandiera) | A     | Giovanni Rasia Dal Polo    |
|    | Italia (bandiera) | C     | Otello Righi               |
|    | Italia (bandiera) | P     | Cesare Zancanaro           |

## Statistiche

### Statistiche di squadra
| Competizione | Punti | In casa | In casa | In casa | In casa | In casa | In casa | In trasferta | In trasferta | In trasferta | In trasferta | In trasferta | In trasferta | Totale | Totale | Totale | Totale | Totale | Totale | DR  |
| Competizione | Punti | G       | V       | N       | P       | Gf      | Gs      | G            | V            | N            | P            | Gf           | Gs           | G      | V      | N      | P      | Gf     | Gs     | DR  |
| ------------ | ----- | ------- | ------- | ------- | ------- | ------- | ------- | ------------ | ------------ | ------------ | ------------ | ------------ | ------------ | ------ | ------ | ------ | ------ | ------ | ------ | --- |
| Serie B      | 9     | 17      | 3       | 3       | 11      | 17      | 36      | 17           | 0            | 0            | 17           | 8            | 62           | 34     | 3      | 3      | 28     | 25     | 98     | -73 |

### Statistiche dei giocatori
| Giocatore         | Serie B  | Serie B |
| Giocatore         | Presenze | Reti    |
| ----------------- | -------- | ------- |
| G. Bonati         | 10       | 1       |
| P. Boni           | 1        | 0       |
| M. Cantoni        | 9        | -16     |
| A. Colombini      | 11       | 0       |
| S. Franzini       | 6        | 0       |
| A. Gabbi          | 2        | 0       |
| R. Ghiretti       | 27       | 0       |
| A. Giuberti       | 26       | 1       |
| G. Giuberti       | 17       | 0       |
| I. Maccanelli     | 21       | 4       |
| U. Maestri        | 2        | 0       |
| T. Mamiani        | 1        | 0       |
| A. Maselli        | 1        | 0       |
| G. Mazzoni        | 28       | 1       |
| Missiroli         | 2        | 1       |
| G. Mutti          | 10       | -31     |
| Negretti          | 1        | -1      |
| W. Negroni        | 28       | 0       |
| A. Nichel         | 4        | 0       |
| D. Paini          | 30       | 6       |
| I. Pellegrini     | 22       | 0       |
| C. Pianzola       | 2        | 0       |
| A. Pilati         | 1        | 0       |
| R. Poli           | 24       | 3       |
| A. Ponticelli     | 21       | 3       |
| G. Ponzi          | 22       | 1       |
| A. Quaglietti     | 9        | 2       |
| G. Rasia Dal Polo | 1        | 0       |
| O. Righi          | 11       | 1       |
| C. Zancanaro      | 13       | -46     |